# Szőke Szandra
Szőke Szandra (Budapest, 1985. április 15. –) magyar dzsesszénekesnő.
A Szőke Szandra Quintet létrehozója, a zenekar zeneszerzője, szövegírója, frontembere és a menedzselést is ő végzi.

## Pályafutása
Földessy Margit színistúdiójába járt. Húszéves korában már tartott énekórákat is. Az ELTE-n angol szakot végzett, majd a Kőbányai Zenei Stúdióban tanult Munkácsi Bea és Berki Tamás növendékeként, később Pocsai Kriszta tanítványa volt. Több évig élt külföldön, tökéletes kiejtéssel, anyanyelvi szinten beszél angolul. Saját zenekara mellett gyakran fellép Oláh Dezső Junior Prima díjas zongoraművésszel is.
Zenekara 2014 elején jött létre. A zenekarban a magyar dzsessz elismert, kiváló művészei tagok. Számaik jó része saját szerzemény, de van köztük egy-egy versfeldolgozás és Kimnowak-szerzemény is. A dalokban a szöveg egyenrangú a muzsikával.
A Memory Palace című dal a 2014-es Jazzy dalversenyen III. helyezést ért el. Ez a szám lett első lemezük címadó dala. A dalok szövegeit Szőke Szandra írta, az alapdallamokat is ő találta ki, amelyeket a zongorista Cseke Gábor harmonizálta, hangszerelte és formába öntötte.
Második lemezük a Freud’s Forest 2018-ban jelent meg. Gondolatokban, mélységben gazdag lemez: a helyenként humoros, helyenként komoly, magyar és angol nyelvű szövegek és a fülbemászó, igényes jazz-zene páratlan egyvelege.
Több stílust felölelő zenéjük révedező, titkolózó, intim – olykor finoman humoros – muzsika.

„Engem szinte bármi tud inspirálni. Szerencsés vagyok, mert sokféle stílust játszó zenekarban énekeltem már, és mindegyiktől töltekeztem, viszont a jazzben találtam meg azt a fajta szabadságot és igényességet, amire most zeneileg vágyom.”

– http://hangzasvilag.hu/exkluziv-interju-szoke-szandraval/

„Szandra szövegei mélyek, de játékosak. A hangja pedig finoman simogató. Olyan, mintha mellettem ülne a kanapén és a fülembe dúdolna.”

– Takács Noémi

## Tagok
Szőke Szandra – ének
Cseke Gábor – zongora
Fekete István – trombita
Oláh Péter – nagybőgő
Pusztai Csaba – dob, ütőhangszerek

## Diszkográfia
- Memory Palace (2014)[5]
- Freud’s Forest (2018)[6]